# Abaeté

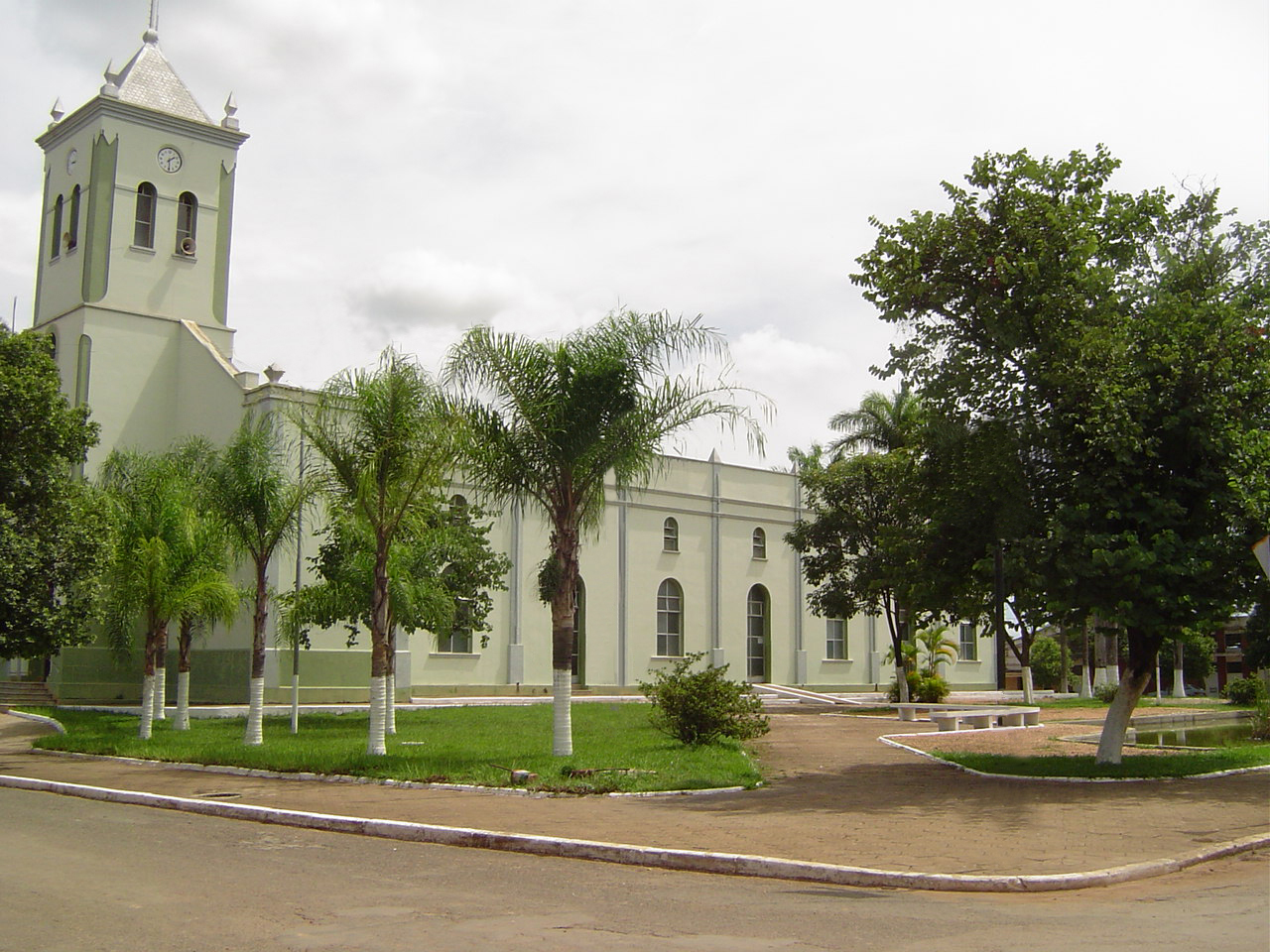
Igreja Matriz

Abaeté é um município do estado de Minas Gerais, no Brasil. Sua população em 2022 foi recenseada em 22 675 habitantes. Está localizado na mesorregião Central Mineira e na microrregião de Três Marias. Pertence à região intermediária de Divinópolis e à região imediata de Abaeté.

## Topônimo
"Abaeté" é um termo oriundo da língua tupi e significa "homem verdadeiro", através da junção dos termos abá ("homem") e eté ("verdadeiro").

## Religião
Religião no município de Abaeté segundo o censo de 2010.
| Religião       | %    |
| -------------- | ---- |
| Catolicismo    | 82,1 |
| Protestantismo | 11,7 |
| Outras         | 3,2  |
| Sem Religião   | 3,0  |

## Abaeteenses notórios
- Biografias de abaeteenses